# The Way We Dance
The Way We Dance (en chino: 狂舞派) es el nombre de película hongkonesa del género acción/drama dirigido por Wong Sau Ping, que es protagonizada por Cherry Ngan, Babyjohn Choi, Lokman Yeung, Janice Fan y Tommy Ly.

## Actores
- Cherry Ngan: Fleur
- Babyjohn Choi: Alan
- Lokman Yeung: Dave
- Janice Fan: Rebecca
- Tommy "Guns" Ly: Stormy

## Premios y nominaciones
- Premio del público - 23º Festival Internacional de Cine de Fukuoka-Enfoque en Asia (2013) - 13–23 de septiembre de 2013[1]